# Loxaspilates dispar
Loxaspilates dispar är en fjärilsart som beskrevs av W. Warren 1893. Loxaspilates dispar ingår i släktet Loxaspilates och familjen mätare. Inga underarter finns listade i Catalogue of Life.